# Гюнтер, Мицци
Мицци Гюнтер (нем. Mizzi Günther, 1879 —1961) —  австрийская певица и актриса

, сопрано, известна премьерными ролями в неовенских опереттах.

## Биография
Родилась в австро-венгерском городе Варнсдорф (ныне Чехия). Театральный дебют актрисы состоялся в 1897 году в Германштадте (ныне румынский город Сибиу). Вскоре (1901) переехала в Вену и начала выступать в «Карл-театре», её яркий талант был отмечен в опереттах «Гейша» и «Решетник». В 1903 году побывала на гастролях в России.
Главным триумфом Мицци Гюнтер стала роль Ганны в оперетте Франца Легара «Весёлая вдова» (1905 год). Только в Вене она играла эту роль более тысячи раз. Выступала также на сценах Германии, Великобритании, Франции.
Среди других заметных достижений актрисы — роли в опереттах:
- Франц Легар: «Божественный супруг» (1904), «Ева» (1911), «Наконец одни» (1914)
- Лео Фалль: «Принцесса долларов».(1907), «Счастливый крестьянин» (1908)
- Имре Кальман: «Маленький король» (1912), «Королева чардаша» (1915), «Фея карнавала» (1917)

В последние годы была почётным президентом «Венского общества Легара». Умерла в Вене в 1961 году, погребена на Центральном городском кладбище.

## Награды
В честь актрисы названа улица в Вене (Mizzi-Günther-Weg).